# Azovstal
Azovstal (Oekraïens: Mеталургійний Kомбінат Азовсталь, Metalurhiynyy Kombinat Azovstalʹ) is een Oekraïens staal- en hoogovenbedrijf. Het was een van de grootste metallurgische bedrijven van zowel Oekraïne als heel Europa. De hoofdvestiging van Azovstal was in Marioepol.

## Geschiedenis
Azovstal werd in 1930 opgericht, nadat de Opperste Raad van de Nationale Economie – een bestuurlijk orgaan dat de leiding had over de economie van de toenmalige Sovjet-Unie waar ook Oekraïne deel van uitmaakte – hiertoe had besloten. In 1933 begon Azovstal met de productie van ijzer, in januari 1935 ook met die van staal.
Op 7 oktober 1941, tijdens de Tweede Wereldoorlog, werd de fabriek stilgelegd, toen Marioepol door nazi-Duitsland werd bezet. In september 1943 werd Marioepol bevrijd, waarna de fabriek werd herbouwd en weer operationeel werd.
In maart 2022, tijdens de Russische invasie van Oekraïne, raakte de staalfabriek in Marioepol zwaar beschadigd. De productie kwam opnieuw stil te liggen. Het complex werd het laatste bolwerk van verzet tegen de Russische troepen bij de inname van de stad.